# 1822 (saggio)
1822 rappresenta il seguito di 1808 del giornalista brasiliano Laurentino Gomes che in Brasile e Portogallo ha ottenuto un clamoroso successo di critica e pubblico.
La presentazione ufficiale del libro da parte dell'Autore è avvenuta il 7 settembre 2010, giorno della proclamazione di Indipendenza, presso il Museo del Caffè di Santos (SP).
In esso si sviluppa il racconto delle vicende successive al ritorno di D. João VI nel natìo Portogallo, a causa delle pressioni della nobiltà, dopo una permanenza di 13 anni in Brasile.
A Rio de Janeiro rimase il figlio Dom Pedro IV de Bragança, con funzioni di luogotenente e futuro primo imperatore del Brasile dal 1822 al 1831 con il nome di Dom Pedro I.
In questa nuova avventura storica L. Gomes conduce il lettore in un viaggio verso l'indipendenza del Brasile.
La nuova opera, risultato di tre anni di ricerche, è composta da 22 capitoli inframezzati da illustrazioni di fatti e personaggi dell'epoca e comprende un periodo di 14 anni, tra il 1821, data del ritorno di D. João VI con la Corte a Lisbona, e il 1834, anno della morte dell'Imperatore D. Pedro I.
Quest'opera, secondo l'Autore, cerca di spiegare come il Brasile riuscì a mantenere l'integrità del suo territorio malgrado la difficile situazione dell'epoca, affermandosi poi come Nazione indipendente nel 1822.
Inoltre L. Gomes afferma:
Sempre secondo l'Autore infine il cosiddetto Grido dell'Ipiranga fu la conseguenza diretta della fuga della Corte portoghese da Lisbona per Rio de Janeiro del 1808 e conclude:
(Le precedenti citazioni sono ricavate da una lunga conversazione tra l'Autore e l'editore esecutivo della rivista brasiliana "Veja", Carlos Graieb, avvenuta il 9 settembre 2010.
L'intervista è disponibile in formato flash nel sito della rivista oppure divisa in 5 parti su youtube.com)

## Sommario
- L'Ambasciatore
- Introduzione
- Il grido
- La tempesta
- Il paese improbabile
- I Brasili di D. João
- Le Corti
- Dal Minas all'Ipiranga
- D. Pedro I
- La principessa triste
- Un uomo saggio
- La guerra
- Pazzo per i soldi
- La Battaglia del Jenipapo
- Verso Bahia
- Il trono e la costituente
- La confederazione
- La massoneria
- Gli orfani
- La marchesa
- I re portoghesi
- Addio al Brasile
- La guerra dei fratelli
- La fine

## Edizioni
- Laurentino Gomes, 1822, Nova Fronteira, 2010,  pp. 328, cap. 22, ISBN 978-85-209-2409-9.